# 卡拉萬-索洛德基
49°25′20″N 39°18′30″E / 49.42222°N 39.30833°E
卡拉萬-索洛德基（烏克蘭語：Караван-Солодкий）是位於烏克蘭東部的村莊，由盧甘斯克州舊比利斯克區的馬爾基夫卡市鎮負責管轄。該村始建於1702年，面積2.31平方公里，海拔高度155米，2001年人口565，人口密度每平方公里245.1人。